# Phrynium houtteanum
Phrynium houtteanum là một loài thực vật có hoa trong họ Marantaceae. Loài này được K.Koch miêu tả khoa học đầu tiên năm 1863.